# Alex Mayr

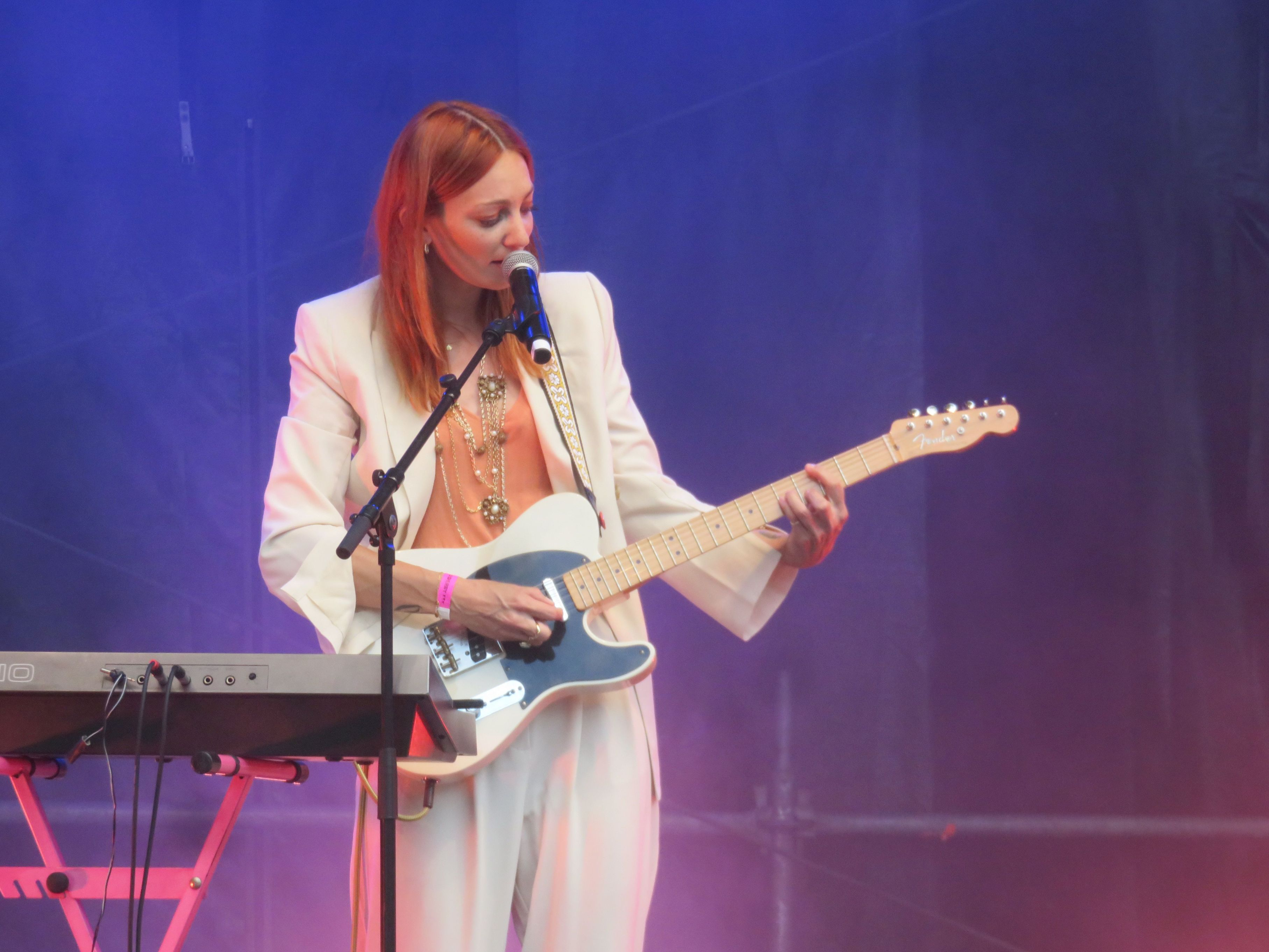
Alex Mayr (2021)

Alex Mayr (* 29. Oktober 1985 in Achim) ist eine deutsche Sängerin und Multiinstrumentalistin. Der Rolling Stone ordnet sie dem Stil Singer-Songwriter zu.

## Leben
Alex Mayr wuchs in Niedersachsen als Tochter eines Musiklehrers auf und begann im Alter von 7 Jahren, Geige zu spielen. Später studierte sie an der Popakademie in Mannheim. Dort lernte sie den Schlagzeuger Konrad Henkelüdeke kennen, mit dem sie seither zusammenarbeitet. Zusammen mit Konstantin Gropper (Get Well Soon) veröffentlichte Alex Mayr im Jahr 2020 den Soundtrack zu Detlev Bucks Film Wir können nicht anders. Er ermutige sie auch zu ihrem Konzeptalbum Park. Im August 2020 trat Alex Mayr mit ihrem Song Deine Schuhe in der Fernsehsendung Inas Nacht auf.
Sie trat unter anderem auf beim Maifeld Derby und beim Reeperbahn Festival sowie als Vorgruppe für Maeckes, Sophie Hunger, Faber und Get Well Soon.

## Diskografie

### Alben
- 2020: Wann fangen wir an?
- 2021: Park

### EPs
- 2015: Gute gegen Böse
- 2019: 2019

### Filmmusik
- 2020: Wir können nicht anders